# Aplogruppo K (mtDNA)
Nella genetica umana, l'aplogruppo K è un aplogruppo di mitocondri (mtDNA).
Rappresenta un gruppo di esseri umani che discendono da una donna di aplogruppo U8b di un ramo dell'albero genealogico geografico. K probabilmente ha avuto origine nell'Asia occidentale. Sub-cladi dell'aplogruppo K esistono nei tempi moderni in Europa e nel Medio Oriente e occasionalmente nell'Eurasia orientale. È stato trovato anche negli antichi nordafricani.

## Aplogruppo K in Italia
L'aplogruppo K2a2a1 è condiviso da popolazioni come gli italiani, i spagnoli, i portoghesi e gli aschenaziti. Il 17 per cento degli abitanti dell'Umbria porta l'aplogruppo K.
Molti sub-cladi dell'aplogruppo K sono stati trovati in linee materne originarie dell'Italia premoderna e moderna. Il campione antico BRC007 dal Grottina dei Covoloni del Broion nell'Italia settentrionale durante l'età del bronzo, inizialmente è stato classificato nell'aplogruppo K1a1b1, è stato classificato da YFull più precisamente come aplogruppo K1a1b1h. Il campione premoderna R33 dal Mausoleo di Augusto in Roma, databile tra il 300 e il 700 d.C., inizialmente è stato classificato nell'aplogruppo K1a, è stato classificato da YFull più precisamente come aplogruppo K1a1f.
Uno studio pubblicato nel 2005 ha rilevato che l'aplogruppo K è associato a un minor rischio di sviluppare la malattia di Parkinson tra gli italiani.
Alcuni aplogruppi che si trovano in Calabria includono K1a1d, K1a12a e K1a17. Aplogruppi K1a1f1 e K1a4a si trovano nella provincia di Palermo nella Sicilia settentrionale. Alcuni aplogruppi che si trovano in Sardegna includono K1a2, K1a3a, K1a3a1,, K1a4a1a2 e K2a9a. Nella provincia di Firenze nella regione Toscana si incontra l'aplogruppo K1a1b2a1a2a. Altri sub-cladi dell'aplogruppo K che esistono nella popolazione moderna dell'Italia includono K1a1b1e, K1a1c1a1a, K1a2a e K1a19.

## Principali aplogruppi mitocondriali

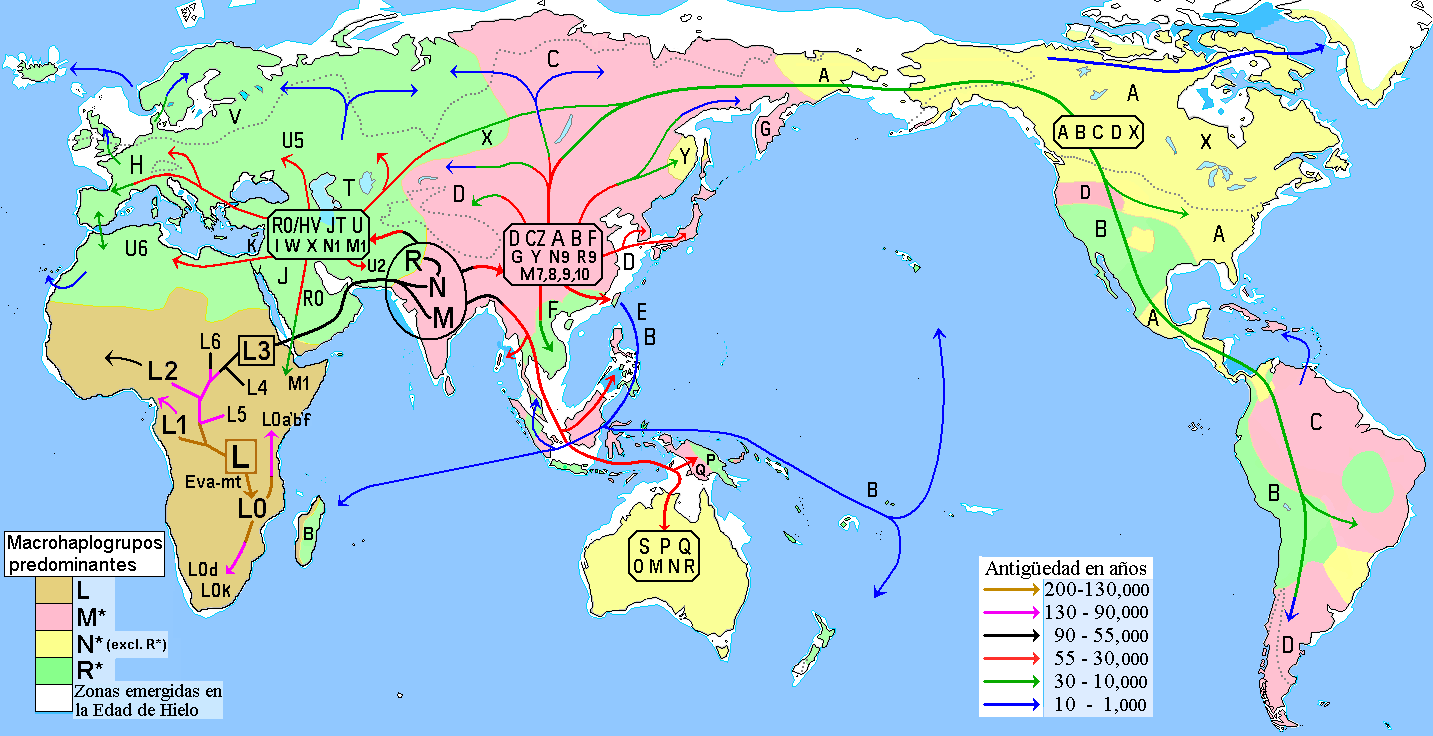
Distribuzione geografica dei principali macro-aplogruppi dell'Homo sapiens sapiens e supposte rotte migratorie secondo l'ipotesi dell'Origine africana.

Si è stabilito un sistema per classificare filogeneticamente gli aplogruppi mitocondriali basato sulle lettere da A a Z come segue:
| Aplogruppi mitocondriali umani |                       |    |    |    |    |    |    |    |    |    |     |   |    |    |   |    |    |   |   |   |  |   |   |   |   |  |    |    |    |
|                                | Eva mitocondriale (L) |    |    |    |    |    |    |    |    |    |     |   |    |    |   |    |    |   |   |   |  |   |   |   |   |  |    |    |    |
| L0                             | L1                    | L2 | L3 | L3 | L3 | L3 | L3 | L3 | L3 | L3 | L3  |   |    |    |   |    |    |   |   |   |  |   |   |   |   |  | L4 | L5 | L6 |
| L0                             | L1                    | L2 |    |    |    | M  | M  | M  | M  | M  | N   | N | N  | N  | N | N  | N  |   |   |   |  |   |   |   |   |  | L4 | L5 | L6 |
| L0                             | L1                    | L2 | CZ | CZ | D  | E  | G  | Q  |    | A  | I O |   |    | R  | R | R  |    |   |   |   |  | S | W | X | Y |  | L4 | L5 | L6 |
| L0                             | L1                    | L2 | C  | Z  | D  | E  | G  | Q  | B  | A  | I O | F | R0 | R0 |   | JT | JT | P | U | U |  | S | W | X | Y |  | L4 | L5 | L6 |
| L0                             | L1                    | L2 | C  | Z  | D  | E  | G  | Q  | B  | A  | I O | F | HV | HV | J | T  | K  | P |   |   |  | S | W | X | Y |  | L4 | L5 | L6 |
| L0                             | L1                    | L2 | C  | Z  | D  | E  | G  | Q  | B  | A  | I O | F | H  | V  |   |    |    |   |   |   |  | S | W | X | Y |  | L4 | L5 | L6 |